# Confederate Museum
Het Confederate Museum is een museum in de Brusselse plaats Sint-Lambrechts-Woluwe, gelegen aan Karrestraat 40.
Het museum is gewijd aan de Amerikaanse Burgeroorlog en de gevolgen daarvan voor Europa, met name voor België.